# Coupe d'Europe des clubs de basket-ball en fauteuil roulant 2012
Navigation
Saison précédente Saison suivante
La Coupe d'Europe des clubs de basket-ball en fauteuil roulant 2012, ou EuroCup 2012, est la 37e Coupe d'Europe des clubs de basket-ball en fauteuil roulant organisée par l'IWBF Europe.

## Faits marquants
- Lahn-Dill, avec ce cinquième titre de champion d'Europe, devient l'équipe la plus titrée en Europe, avec les hollandais du BC Verkerk[1].

## Tour préliminaire

### Équipes dispensées de tour préliminaire (qualifications directes)
Les formations suivantes sont directement qualifiées pour la phase finale d'une des quatre coupes d'Europe, selon le tableau ci-dessous.
| Équipe                               | Qualification directe pour          | Raison                                                   |
| ------------------------------------ | ----------------------------------- | -------------------------------------------------------- |
| Galatasaray SK                       | EuroCup 1 Coupe des Clubs Champions | Club organisateur de la phase finale de l'EuroCup 1 2012 |
| RSV Lahn-Dill                        | EuroCup 1 Coupe des Clubs Champions | Leader du classement IWBF des clubs 2011                 |
| BSR Fundacion Grupo Norte Valladolid | EuroCup 2 Coupe André Vergauwen     | Club organisateur de la phase finale de l'EuroCup 2 2012 |
| Ruota Libera Rieti                   | EuroCup 3 Coupe Willi Brinkmann     | Club organisateur de la phase finale de l'EuroCup 3 2012 |
| Unipol Briantea84 Cantù              | EuroCup 4 Challenge Cup             | Club organisateur de la phase finale de l'EuroCup 4 2012 |

### Euroleague 1
L'Euroleague 1 qualifie quatre des cinq équipes de chacune de ses poules : les deux premières pour la Coupe des Champions (EuroCup 1), les deux suivantes respectivement pour les coupes Vergauwen et Brinkmann.

Groupe A
| Groupe A |                         |     |   |   |     |     |      |     |       |
|          | Équipe                  | Pts | G | P | PP  | PC  | Diff | Dép | Moy   |
| 1        | CD Fundosa Once Madrid  | 8   | 4 | 0 | 315 | 253 | +62  |     | 79-63 |
| 2        | RSC Rollis Zwickau      | 7   | 3 | 1 | 304 | 263 | +41  |     | 76-66 |
| 3        | Hyères HC               | 6   | 2 | 2 | 279 | 304 | -25  |     | 70-76 |
| 4        | Besiktas JK             | 5   | 1 | 3 | 303 | 336 | -33  |     | 76-84 |
| 5        | ASD Santo Stefano Sport | 4   | 0 | 4 | 257 | 302 | -45  |     | 64-76 |

| Légende | Légende                   |
| ------- | ------------------------- |
|         | Qualifié pour l'EuroCup 1 |
|         | Qualifié pour l'EuroCup 2 |
|         | Qualifié pour l'EuroCup 3 |
|         | Éliminé                   |

|  |

Groupe B
L'hôte de ce groupe B est le club allemand de Zwickau, qui recherche un nouveau podium après son titre de vice-champion d'Europe 2009 et sa troisième place d'EuroCup 1 en 2010.
| Groupe B |                               |     |   |   |     |     |      |     |       |
|          | Équipe                        | Pts | G | P | PP  | PC  | Diff | Dép | Moy   |
| 1        | Lottomatica Elecom Sport Roma | 8   | 4 | 0 | 364 | 186 | +178 |     | 91-47 |
| 2        | Toulouse IC                   | 7   | 3 | 1 | 235 | 263 | -28  |     | 59-66 |
| 3        | GSD Anmic Sassari             | 6   | 2 | 2 | 250 | 255 | -5   |     | 63-64 |
| 4        | Beit Halochem Tel Aviv        | 5   | 1 | 3 | 228 | 302 | -74  |     | 57-76 |
| 5        | USC München                   | 4   | 0 | 4 | 214 | 285 | -71  |     | 54-71 |

| Légende | Légende                   |
| ------- | ------------------------- |
|         | Qualifié pour l'EuroCup 1 |
|         | Qualifié pour l'EuroCup 2 |
|         | Qualifié pour l'EuroCup 3 |
|         | Éliminé                   |

|  |

Groupe C
| Groupe C |                          |     |   |   |     |     |      |     |       |
|          | Équipe                   | Pts | G | P | PP  | PC  | Diff | Dép | Moy   |
| 1        | SSD Santa Lucia          | 8   | 4 | 0 | 273 | 199 | +74  |     | 68-50 |
| 2        | Capital Aces WBC         | 7   | 3 | 1 | 250 | 217 | +33  |     | 63-54 |
| 3        | Padova Millennium Basket | 6   | 2 | 2 | 220 | 203 | +17  |     | 55-51 |
| 4        | CS Meaux                 | 5   | 1 | 3 | 181 | 233 | -52  |     | 45-58 |
| 5        | Pilatus Dragons          | 4   | 0 | 4 | 178 | 250 | -72  |     | 45-63 |

| Légende | Légende                   |
| ------- | ------------------------- |
|         | Qualifié pour l'EuroCup 1 |
|         | Qualifié pour l'EuroCup 2 |
|         | Qualifié pour l'EuroCup 3 |
|         | Éliminé                   |

|  |

### Euroleague 2
L'Euroleague 2 donne accès aux trois dernières coupes d'Europe (Vergauwen, Brinkmann et Challenge Cup) pour les trois premières équipes de chaque poule.

Groupe A
| Groupe A |                          |     |   |   |     |     |      |     |       |
|          | Équipe                   | Pts | G | P | Pm  | Pe  | Diff | Dép | Moy   |
| 1        | RGKTCAT Rhinos           | 8   | 4 | 0 | 292 | 233 | +59  |     | 73-58 |
| 2        | Immovesta Dolphins Trier | 7   | 3 | 1 | 313 | 253 | +60  |     | 78-63 |
| 3        | GSD Porto Torres         | 6   | 2 | 2 | 261 | 273 | -12  |     | 65-68 |
| 4        | Nevsky Alyans            | 5   | 1 | 3 | 246 | 267 | -21  |     | 62-67 |
| 5        | CAPSAAA Paris            | 4   | 0 | 4 | 228 | 314 | -86  |     | 57-79 |

| Légende | Légende                   |
| ------- | ------------------------- |
|         | Qualifié pour l'EuroCup 2 |
|         | Qualifié pour l'EuroCup 3 |
|         | Qualifié pour l'EuroCup 4 |
|         | Éliminé                   |

|  |

Groupe B
| Groupe B |                              |     |   |   |     |     |      |     |       |
|          | Équipe                       | Pts | G | P | Pm  | Pe  | Diff | Dép | Moy   |
| 1        | CID Getafe                   | 8   | 4 | 0 | 333 | 237 | +96  |     | 83-59 |
| 2        | Oldham Owls                  | 7   | 3 | 1 | 310 | 218 | +92  |     | 78-55 |
| 3        | Léopards de Guyenne Bordeaux | 6   | 2 | 2 | 314 | 253 | +61  |     | 79-63 |
| 4        | Roller Bulls Sankt Vith      | 5   | 1 | 3 | 229 | 285 | -56  |     | 57-71 |
| 5        | Aigles de Meyrin             | 4   | 0 | 4 | 187 | 380 | -193 |     | 47-95 |

| Légende | Légende                   |
| ------- | ------------------------- |
|         | Qualifié pour l'EuroCup 2 |
|         | Qualifié pour l'EuroCup 3 |
|         | Qualifié pour l'EuroCup 4 |
|         | Éliminé                   |

|  |

Groupe C
| Groupe C |                             |     |   |   |     |     |      |     |       |
|          | Équipe                      | Pts | G | P | Pm  | Pe  | Diff | Dép | Moy   |
| 1        | BC Verkerk                  | 8   | 4 | 0 | 291 | 187 | +104 |     | 73-47 |
| 2        | BSR Las Palmas Gran Canaria | 7   | 3 | 1 | 250 | 202 | +48  |     | 63-51 |
| 3        | Sheffield Steelers          | 6   | 2 | 2 | 231 | 233 | -2   |     | 58-58 |
| 4        | Beit Halochem Haifa         | 5   | 1 | 3 | 206 | 223 | -17  |     | 52-56 |
| 5        | CTH Lannion                 | 4   | 0 | 4 | 160 | 293 | -133 |     | 40-73 |

| Légende | Légende                   |
| ------- | ------------------------- |
|         | Qualifié pour l'EuroCup 2 |
|         | Qualifié pour l'EuroCup 3 |
|         | Qualifié pour l'EuroCup 4 |
|         | Éliminé                   |

|  |

Groupe D
| Groupe D |                                  |     |   |   |     |     |      |     |       |
|          | Équipe                           | Pts | G | P | Pm  | Pe  | Diff | Dép | Moy   |
| 1        | Polisportiva Amicacci Giulianova | 8   | 4 | 0 | 266 | 200 | +66  |     | 67-50 |
| 2        | Izmir Büyüksehir SK              | 7   | 3 | 1 | 254 | 235 | +19  |     | 64-59 |
| 3        | HB Le Cannet CA                  | 6   | 2 | 2 | 283 | 250 | +33  |     | 71-63 |
| 4        | RSC Köln 99ers                   | 5   | 1 | 3 | 240 | 251 | -11  |     | 60-63 |
| 5        | KIK Zmaj Gradacac                | 4   | 0 | 4 | 194 | 301 | +0   |     | 49-75 |

| Légende | Légende                   |
| ------- | ------------------------- |
|         | Qualifié pour l'EuroCup 2 |
|         | Qualifié pour l'EuroCup 3 |
|         | Qualifié pour l'EuroCup 4 |
|         | Éliminé                   |

|  |

### Euroleague 3
L'Euroleague 3 est la dernière division du tour préliminaire. Seules les équipes classées en tête de leur groupe sont qualifiées pour la phase finale de l'EuroCup 4.

Groupe A
| Groupe A |                        |     |   |   |     |     |      |     |       |
|          | Équipe                 | Pts | G | P | Pm  | Pe  | Diff | Dép | Moy   |
| 1        | RSVB Salzburg          | 8   | 4 | 0 | 292 | 167 | +125 |     | 73-42 |
| 2        | SC Devedo              | 7   | 3 | 1 | 249 | 205 | +44  |     | 62-51 |
| 3        | LTRSN Lodz             | 6   | 2 | 2 | 217 | 220 | -3   |     | 54-55 |
| 4        | SK Hobit Brno          | 5   | 1 | 3 | 198 | 243 | -45  |     | 50-61 |
| 5        | Coyotes WBC Nottingham | 4   | 0 | 4 | 134 | 255 | -121 |     | 34-64 |

| Légende | Légende                   |
| ------- | ------------------------- |
|         | Qualifié pour l'EuroCup 4 |
|         | Éliminé                   |

| Salzbourg Brno |

Groupe B
| Groupe B |                             |     |   |   |     |     |      |     |       |
|          | Équipe                      | Pts | G | P | Pm  | Pe  | Diff | Dép | Moy   |
| 1        | Meylan Grenoble Handibasket | 8   | 4 | 0 | 257 | 175 | +82  |     | 64-44 |
| 2        | Silverspokes Gent           | 7   | 3 | 1 | 264 | 205 | +59  |     | 66-51 |
| 3        | KK Turkcell Lefkosia        | 6   | 2 | 2 | 274 | 241 | +33  |     | 68-60 |
| 4        | Challenge Sport Arrows 81   | 5   | 1 | 3 | 208 | 241 | -33  |     | 52-60 |
| 5        | Team Mandeville             | 4   | 0 | 4 | 139 | 280 | -141 |     | 35-70 |

| Légende | Légende                   |
| ------- | ------------------------- |
|         | Qualifié pour l'EuroCup 4 |
|         | Éliminé                   |

|  |

Groupe C
| Groupe C |                        |     |   |   |     |     |      |     |       |
|          | Équipe                 | Pts | G | P | Pm  | Pe  | Diff | Dép | Moy   |
| 1        | HB Torino              | 8   | 4 | 0 | 279 | 229 | +50  |     | 70-57 |
| 2        | SV Sint-Jan Knesselare | 7   | 3 | 1 | 259 | 222 | +37  |     | 65-56 |
| 3        | KIK Sana Sanski Most   | 6   | 2 | 2 | 243 | 234 | +9   |     | 61-59 |
| 4        | Falcon Moscow          | 5   | 1 | 3 | 273 | 277 | -4   |     | 68-69 |
| 5        | RBV Middelburg         | 4   | 0 | 4 | 213 | 305 | -92  |     | 53-76 |

| Légende | Légende                   |
| ------- | ------------------------- |
|         | Qualifié pour l'EuroCup 4 |
|         | Éliminé                   |

| Sanski Most |

## Finales

### Eurocup 1: Coupe des Clubs Champions
|  |

#### Phase de groupes
Groupe A
| Groupe A | Groupe A                | Groupe A | Groupe A | Groupe A | Groupe A | Groupe A | Groupe A | Groupe A | Groupe A |
|          | Équipe                  | Pts      | G        | P        | Pm       | Pe       | Diff     | Dép      | Moy      |
| -------- | ----------------------- | -------- | -------- | -------- | -------- | -------- | -------- | -------- | -------- |
| 1        | Galatasaray SK          | 6        | 3        | 0        | 273      | 179      | +94      |          | 91-60    |
| 2        | Elecom Sport Onlus Roma | 5        | 2        | 1        | 198      | 207      | -9       |          | 66-69    |
| 3        | Capital Aces WBC        | 4        | 1        | 2        | 196      | 206      | -10      |          | 65-69    |
| 4        | RSC Rollis Zwickau      | 3        | 0        | 3        | 156      | 231      | -75      |          | 52-77    |

| Légende | Légende                       |
| ------- | ----------------------------- |
|         | Qualifié pour les 1/2 finales |
|         | Éliminé                       |

Groupe B
| Groupe B | Groupe B                | Groupe B | Groupe B | Groupe B | Groupe B | Groupe B | Groupe B | Groupe B | Groupe B |
|          | Équipe                  | Pts      | G        | P        | Pm       | Pe       | Diff     | Dép      | Moy      |
| -------- | ----------------------- | -------- | -------- | -------- | -------- | -------- | -------- | -------- | -------- |
| 1        | RSV Lahn-Dill           | 6        | 3        | 0        | 202      | 162      | +40      |          | 67-54    |
| 2        | CD Fundosa Once Madrid  | 5        | 2        | 1        | 208      | 175      | +33      |          | 69-58    |
| 3        | CMB Santa Lucia         | 4        | 1        | 2        | 187      | 171      | +16      |          | 62-57    |
| 4        | Toulouse Invalides Club | 3        | 0        | 3        | 124      | 213      | -89      |          | 41-71    |

| Légende | Légende                       |
| ------- | ----------------------------- |
|         | Qualifié pour les 1/2 finales |
|         | Éliminé                       |

#### Tableau final
Les équipes classées aux deux premières places de chaque groupe se disputent le titre.
|  | 1/2 finales             | 1/2 finales   |                |    | Finale     | Finale     |
|  | 1/2 finales             | 1/2 finales   |                |    | Finale     | Finale     |
|  |                         |               |                |    |            |            |
|  | 5 mai 2012              | 5 mai 2012    |                |    | 6 mai 2012 | 6 mai 2012 |
|  | 5 mai 2012              | 5 mai 2012    |                |    | 6 mai 2012 | 6 mai 2012 |
|  | Galatasaray SK          | 96            |                |    | 6 mai 2012 | 6 mai 2012 |
|  | Galatasaray SK          | 96            |                |    | 6 mai 2012 | 6 mai 2012 |
|  | CD Fundosa Once Madrid  | 67            |                |    | 6 mai 2012 | 6 mai 2012 |
|  | CD Fundosa Once Madrid  | 67            | Galatasaray SK | 65 |            |            |
|  | 5 mai 2012              |               | Galatasaray SK | 65 |            |            |
|  |                         | RSV Lahn-Dill | 79             |    |            |            |
|  | RSV Lahn-Dill           | RSV Lahn-Dill | 79             | 63 |            |            |
|  | RSV Lahn-Dill           |               |                | 63 |            |            |
|  | Elecom Sport Onlus Roma | 42            |                |    |            |            |
|  | Elecom Sport Onlus Roma | 42            | 3e place       |    |            |            |
|  |                         |               |                |    |            |            |
|  | 6 mai 2012              |               |                |    |            |            |
|  |                         |               |                |    |            |            |
|  | CD Fundosa Once Madrid  | 68            |                |    |            |            |
|  | CD Fundosa Once Madrid  | 68            |                |    |            |            |
|  | Elecom Sport Onlus Roma | 77            |                |    |            |            |
|  | Elecom Sport Onlus Roma | 77            |                |    |            |            |

Les équipes classées aux deux dernières places de chaque groupe sont reversées dans ce tableau.
|  | Matchs de classement    | Matchs de classement |                  |    | 5e place   | 5e place   |
|  | Matchs de classement    | Matchs de classement |                  |    | 5e place   | 5e place   |
|  |                         |                      |                  |    |            |            |
|  | 5 mai 2012              | 5 mai 2012           |                  |    | 6 mai 2012 | 6 mai 2012 |
|  | 5 mai 2012              | 5 mai 2012           |                  |    | 6 mai 2012 | 6 mai 2012 |
|  | Capital Aces WBC        | 79                   |                  |    | 6 mai 2012 | 6 mai 2012 |
|  | Capital Aces WBC        | 79                   |                  |    | 6 mai 2012 | 6 mai 2012 |
|  | Toulouse Invalides Club | 48                   |                  |    | 6 mai 2012 | 6 mai 2012 |
|  | Toulouse Invalides Club | 48                   | Capital Aces WBC | 65 |            |            |
|  | 5 mai 2012              |                      | Capital Aces WBC | 65 |            |            |
|  |                         | RSC Rollis Zwickau   | 58               |    |            |            |
|  | CMB Santa Lucia Sport   | RSC Rollis Zwickau   | 58               | 52 |            |            |
|  | CMB Santa Lucia Sport   |                      |                  | 52 |            |            |
|  | RSC Rollis Zwickau      | 56                   |                  |    |            |            |
|  | RSC Rollis Zwickau      | 56                   | 7e place         |    |            |            |
|  |                         |                      |                  |    |            |            |
|  | 6 mai 2012              |                      |                  |    |            |            |
|  |                         |                      |                  |    |            |            |
|  | Toulouse Invalides Club | 34                   |                  |    |            |            |
|  | Toulouse Invalides Club | 34                   |                  |    |            |            |
|  | CMB Santa Lucia Sport   | 69                   |                  |    |            |            |
|  | CMB Santa Lucia Sport   | 69                   |                  |    |            |            |

### Eurocup 2: Coupe André Vergauwen
|  |

#### Phase de groupes
Groupe A
| Groupe A | Groupe A                             | Groupe A | Groupe A | Groupe A | Groupe A | Groupe A | Groupe A | Groupe A | Groupe A |
|          | Équipe                               | Pts      | G        | P        | Pm       | Pe       | Diff     | Dép      | Moy      |
| -------- | ------------------------------------ | -------- | -------- | -------- | -------- | -------- | -------- | -------- | -------- |
| 1        | BC Verkerk                           | 6        | 3        | 0        | 226      | 174      | +52      |          | 75-58    |
| 2        | GSD Anmic Sassari                    | 4        | 1        | 2        | 191      | 198      | -7       | +12      | 64-66    |
| 3        | BSR Fundacion Grupo Norte Valladolid | 4        | 1        | 2        | 171      | 202      | -31      | -4       | 57-67    |
| 4        | RGK TCAT Rhinos                      | 4        | 1        | 2        | 189      | 203      | -14      | -8       | 63-68    |

| Légende | Légende                       |
| ------- | ----------------------------- |
|         | Qualifié pour les 1/2 finales |
|         | Éliminé                       |

Groupe B
| Groupe B | Groupe B                         | Groupe B | Groupe B | Groupe B | Groupe B | Groupe B | Groupe B | Groupe B | Groupe B |
|          | Équipe                           | Pts      | G        | P        | Pm       | Pe       | Diff     | Dép      | Moy      |
| -------- | -------------------------------- | -------- | -------- | -------- | -------- | -------- | -------- | -------- | -------- |
| 1        | Polisportiva Amicacci Giulianova | 6        | 3        | 0        | 204      | 185      | +19      |          | 68-62    |
| 2        | CID Getafe                       | 5        | 2        | 1        | 217      | 192      | +25      |          | 72-64    |
| 3        | Hyères HC                        | 4        | 1        | 2        | 203      | 228      | -25      |          | 68-76    |
| 4        | Padova Millennium Basket         | 3        | 0        | 3        | 204      | 223      | -19      |          | 68-74    |

| Légende | Légende                       |
| ------- | ----------------------------- |
|         | Qualifié pour les 1/2 finales |
|         | Éliminé                       |

#### Tableau final
Les équipes classées aux deux premières places de chaque groupe se disputent le titre.
|  | 1/2 finales                      | 1/2 finales                      |            |    | Finale        | Finale        |
|  | 1/2 finales                      | 1/2 finales                      |            |    | Finale        | Finale        |
|  |                                  |                                  |            |    |               |               |
|  | 28 avril 2012                    | 28 avril 2012                    |            |    | 29 avril 2012 | 29 avril 2012 |
|  | 28 avril 2012                    | 28 avril 2012                    |            |    | 29 avril 2012 | 29 avril 2012 |
|  | BC Verkerk                       | 68                               |            |    | 29 avril 2012 | 29 avril 2012 |
|  | BC Verkerk                       | 68                               |            |    | 29 avril 2012 | 29 avril 2012 |
|  | CID Getafe                       | 59                               |            |    | 29 avril 2012 | 29 avril 2012 |
|  | CID Getafe                       | 59                               | BC Verkerk | 60 |               |               |
|  | 28 avril 2012                    |                                  | BC Verkerk | 60 |               |               |
|  |                                  | Polisportiva Amicacci Giulianova | 75         |    |               |               |
|  | Polisportiva Amicacci Giulianova | Polisportiva Amicacci Giulianova | 75         | 69 |               |               |
|  | Polisportiva Amicacci Giulianova |                                  |            | 69 |               |               |
|  | GSD Anmic Sassari                | 49                               |            |    |               |               |
|  | GSD Anmic Sassari                | 49                               | 3e place   |    |               |               |
|  |                                  |                                  |            |    |               |               |
|  | 29 avril 2012                    |                                  |            |    |               |               |
|  |                                  |                                  |            |    |               |               |
|  | CID Getafe                       | 73                               |            |    |               |               |
|  | CID Getafe                       | 73                               |            |    |               |               |
|  | GSD Anmic Sassari                | 55                               |            |    |               |               |
|  | GSD Anmic Sassari                | 55                               |            |    |               |               |

Les équipes classées aux deux dernières places de chaque groupe sont reversées dans ce tableau.
|  | Matchs de classement                 | Matchs de classement |                          |    | 5e place      | 5e place      |
|  | Matchs de classement                 | Matchs de classement |                          |    | 5e place      | 5e place      |
|  |                                      |                      |                          |    |               |               |
|  | 28 avril 2012                        | 28 avril 2012        |                          |    | 29 avril 2012 | 29 avril 2012 |
|  | 28 avril 2012                        | 28 avril 2012        |                          |    | 29 avril 2012 | 29 avril 2012 |
|  | BSR Fundacion Grupo Norte Valladolid | 61                   |                          |    | 29 avril 2012 | 29 avril 2012 |
|  | BSR Fundacion Grupo Norte Valladolid | 61                   |                          |    | 29 avril 2012 | 29 avril 2012 |
|  | Padova Millennium Basket             | 68                   |                          |    | 29 avril 2012 | 29 avril 2012 |
|  | Padova Millennium Basket             | 68                   | Padova Millennium Basket | 66 |               |               |
|  | 28 avril 2012                        |                      | Padova Millennium Basket | 66 |               |               |
|  |                                      | RGK TCAT Rhinos      | 55                       |    |               |               |
|  | Hyères HC                            | RGK TCAT Rhinos      | 55                       | 52 |               |               |
|  | Hyères HC                            |                      |                          | 52 |               |               |
|  | RGK TCAT Rhinos                      | 72                   |                          |    |               |               |
|  | RGK TCAT Rhinos                      | 72                   | 7e place                 |    |               |               |
|  |                                      |                      |                          |    |               |               |
|  | 29 avril 2012                        |                      |                          |    |               |               |
|  |                                      |                      |                          |    |               |               |
|  | Hyères HC                            | 71                   |                          |    |               |               |
|  | Hyères HC                            | 71                   |                          |    |               |               |
|  | BSR Fundacion Grupo Norte Valladolid | 67                   |                          |    |               |               |
|  | BSR Fundacion Grupo Norte Valladolid | 67                   |                          |    |               |               |

### Eurocup 3: Coupe Willi Brinkmann
|  |

#### Phase de groupes
Groupe A
| Groupe A | Groupe A                    | Groupe A | Groupe A | Groupe A | Groupe A | Groupe A | Groupe A | Groupe A | Groupe A |
|          | Équipe                      | Pts      | G        | P        | Pm       | Pe       | Diff     | Dép      | Moy      |
| -------- | --------------------------- | -------- | -------- | -------- | -------- | -------- | -------- | -------- | -------- |
| 1        | Besiktas JK                 | 6        | 3        | 0        | 215      | 181      | +34      |          | 72-60    |
| 2        | BSR Las Palmas Gran Canaria | 5        | 2        | 1        | 204      | 209      | -5       |          | 68-70    |
| 3        | CS Meaux                    | 4        | 1        | 2        | 193      | 178      | +15      |          | 64-59    |
| 4        | ASD Santo Stefano Sport     | 3        | 0        | 3        | 165      | 209      | -44      |          | 55-70    |

| Légende | Légende                       |
| ------- | ----------------------------- |
|         | Qualifié pour les 1/2 finales |
|         | Éliminé                       |

Groupe B
| Groupe B | Groupe B               | Groupe B | Groupe B | Groupe B | Groupe B | Groupe B | Groupe B | Groupe B | Groupe B |
|          | Équipe                 | Pts      | G        | P        | Pm       | Pe       | Diff     | Dép      | Moy      |
| -------- | ---------------------- | -------- | -------- | -------- | -------- | -------- | -------- | -------- | -------- |
| 1        | Oldham Owls            | 6        | 3        | 0        | 219      | 166      | +53      |          | 73-55    |
| 2        | Beit Halochem Tel Aviv | 5        | 2        | 1        | 195      | 184      | +11      |          | 65-61    |
| 3        | Izmir Büyüksehir       | 4        | 1        | 2        | 177      | 205      | -28      |          | 59-68    |
| 4        | Ruota Libera Rieti     | 3        | 0        | 3        | 180      | 216      | -36      |          | 60-72    |

| Légende | Légende                       |
| ------- | ----------------------------- |
|         | Qualifié pour les 1/2 finales |
|         | Éliminé                       |

#### Tableau final
Les équipes classées aux deux premières places de chaque groupe se disputent le titre.
|  | 1/2 finales   | 1/2 finales   |   |  | Finale        | Finale        |
|  | 1/2 finales   | 1/2 finales   |   |  | Finale        | Finale        |
|  |               |               |   |  |               |               |
|  | 28 avril 2012 | 28 avril 2012 |   |  | 29 avril 2012 | 29 avril 2012 |
|  | 28 avril 2012 | 28 avril 2012 |   |  | 29 avril 2012 | 29 avril 2012 |
|  |               | 0             |   |  | 29 avril 2012 | 29 avril 2012 |
|  |               |               |   |  | 29 avril 2012 | 29 avril 2012 |
|  |               | 0             |   |  | 29 avril 2012 | 29 avril 2012 |
|  |               | 0             |   |  |               |               |
|  | 28 avril 2012 |               |   |  |               |               |
|  |               |               | 0 |  |               |               |
|  |               | 0             |   |  |               |               |
|  |               |               |   |  |               |               |
|  |               | 0             |   |  |               |               |
|  | 3e place      |               |   |  |               |               |
|  |               |               |   |  |               |               |
|  | 29 avril 2012 |               |   |  |               |               |
|  |               |               |   |  |               |               |
|  |               | 0             |   |  |               |               |
|  |               |               |   |  |               |               |
|  |               | 0             |   |  |               |               |
|  |               |               |   |  |               |               |

Les équipes classées aux deux dernières places de chaque groupe sont reversées dans ce tableau.
|  | Matchs de classement | Matchs de classement |   |  | 5e place      | 5e place      |
|  | Matchs de classement | Matchs de classement |   |  | 5e place      | 5e place      |
|  |                      |                      |   |  |               |               |
|  | 28 avril 2012        | 28 avril 2012        |   |  | 29 avril 2012 | 29 avril 2012 |
|  | 28 avril 2012        | 28 avril 2012        |   |  | 29 avril 2012 | 29 avril 2012 |
|  |                      | 0                    |   |  | 29 avril 2012 | 29 avril 2012 |
|  |                      |                      |   |  | 29 avril 2012 | 29 avril 2012 |
|  |                      | 0                    |   |  | 29 avril 2012 | 29 avril 2012 |
|  |                      | 0                    |   |  |               |               |
|  | 28 avril 2012        |                      |   |  |               |               |
|  |                      |                      | 0 |  |               |               |
|  |                      | 0                    |   |  |               |               |
|  |                      |                      |   |  |               |               |
|  |                      | 0                    |   |  |               |               |
|  | 7e place             |                      |   |  |               |               |
|  |                      |                      |   |  |               |               |
|  | 29 avril 2012        |                      |   |  |               |               |
|  |                      |                      |   |  |               |               |
|  |                      | 0                    |   |  |               |               |
|  |                      |                      |   |  |               |               |
|  |                      | 0                    |   |  |               |               |
|  |                      |                      |   |  |               |               |

### Eurocup 4: Challenge Cup
|  |

#### Phase de groupes
Groupe A
| Groupe A | Groupe A | Groupe A | Groupe A | Groupe A | Groupe A | Groupe A | Groupe A | Groupe A | Groupe A |
|          | Équipe   | Pts      | G        | P        | Pm       | Pe       | Diff     | Dép      | Moy      |
| -------- | -------- | -------- | -------- | -------- | -------- | -------- | -------- | -------- | -------- |
| 1        |          | 0        | 0        | 0        | 0        | 0        | +0       |          | 0-0      |
| 2        |          | 0        | 0        | 0        | 0        | 0        | +0       |          | 0-0      |
| 3        |          | 0        | 0        | 0        | 0        | 0        | +0       |          | 0-0      |
| 4        |          | 0        | 0        | 0        | 0        | 0        | +0       |          | 0-0      |

| Légende | Légende                       |
| ------- | ----------------------------- |
|         | Qualifié pour les 1/2 finales |
|         | Éliminé                       |

Groupe B
| Groupe B | Groupe B | Groupe B | Groupe B | Groupe B | Groupe B | Groupe B | Groupe B | Groupe B | Groupe B |
|          | Équipe   | Pts      | G        | P        | Pm       | Pe       | Diff     | Dép      | Moy      |
| -------- | -------- | -------- | -------- | -------- | -------- | -------- | -------- | -------- | -------- |
| 1        |          | 0        | 0        | 0        | 0        | 0        | +0       |          | 0-0      |
| 2        |          | 0        | 0        | 0        | 0        | 0        | +0       |          | 0-0      |
| 3        |          | 0        | 0        | 0        | 0        | 0        | +0       |          | 0-0      |
| 4        |          | 0        | 0        | 0        | 0        | 0        | +0       |          | 0-0      |

| Légende | Légende                       |
| ------- | ----------------------------- |
|         | Qualifié pour les 1/2 finales |
|         | Éliminé                       |

#### Tableau final
Les équipes classées aux deux premières places de chaque groupe se disputent le titre.
|  | 1/2 finales | 1/2 finales |   |  | Finale     | Finale     |
|  | 1/2 finales | 1/2 finales |   |  | Finale     | Finale     |
|  |             |             |   |  |            |            |
|  | 4 mai 2013  | 4 mai 2013  |   |  | 5 mai 2013 | 5 mai 2013 |
|  | 4 mai 2013  | 4 mai 2013  |   |  | 5 mai 2013 | 5 mai 2013 |
|  |             | 0           |   |  | 5 mai 2013 | 5 mai 2013 |
|  |             |             |   |  | 5 mai 2013 | 5 mai 2013 |
|  |             | 0           |   |  | 5 mai 2013 | 5 mai 2013 |
|  |             | 0           |   |  |            |            |
|  | 4 mai 2013  |             |   |  |            |            |
|  |             |             | 0 |  |            |            |
|  |             | 0           |   |  |            |            |
|  |             |             |   |  |            |            |
|  |             | 0           |   |  |            |            |
|  | 3e place    |             |   |  |            |            |
|  |             |             |   |  |            |            |
|  | 5 mai 2013  |             |   |  |            |            |
|  |             |             |   |  |            |            |
|  |             | 0           |   |  |            |            |
|  |             |             |   |  |            |            |
|  |             | 0           |   |  |            |            |
|  |             |             |   |  |            |            |

Les équipes classées aux deux dernières places de chaque groupe sont reversées dans ce tableau.
|  | Matchs de classement | Matchs de classement |   |  | 5e place   | 5e place   |
|  | Matchs de classement | Matchs de classement |   |  | 5e place   | 5e place   |
|  |                      |                      |   |  |            |            |
|  | 4 mai 2013           | 4 mai 2013           |   |  | 5 mai 2013 | 5 mai 2013 |
|  | 4 mai 2013           | 4 mai 2013           |   |  | 5 mai 2013 | 5 mai 2013 |
|  |                      | 0                    |   |  | 5 mai 2013 | 5 mai 2013 |
|  |                      |                      |   |  | 5 mai 2013 | 5 mai 2013 |
|  |                      | 0                    |   |  | 5 mai 2013 | 5 mai 2013 |
|  |                      | 0                    |   |  |            |            |
|  | 4 mai 2013           |                      |   |  |            |            |
|  |                      |                      | 0 |  |            |            |
|  |                      | 0                    |   |  |            |            |
|  |                      |                      |   |  |            |            |
|  |                      | 0                    |   |  |            |            |
|  | 7e place             |                      |   |  |            |            |
|  |                      |                      |   |  |            |            |
|  | 5 mai 2013           |                      |   |  |            |            |
|  |                      |                      |   |  |            |            |
|  |                      | 0                    |   |  |            |            |
|  |                      |                      |   |  |            |            |
|  |                      | 0                    |   |  |            |            |
|  |                      |                      |   |  |            |            |

## Classements finaux
|                    | EuroCup 1 Coupe des Clubs Champions | EuroCup 1 Coupe des Clubs Champions | EuroCup 2 Coupe André Vergauwen      | EuroCup 2 Coupe André Vergauwen | EuroCup 3 Coupe Willi Brinkmann | EuroCup 3 Coupe Willi Brinkmann | EuroCup 4 Challenge Cup      | EuroCup 4 Challenge Cup |
| Rang               | Équipe                              | V-D                                 | Équipe                               | V-D                             | Équipe                          | V-D                             | Équipe                       | V-D                     |
| ------------------ | ----------------------------------- | ----------------------------------- | ------------------------------------ | ------------------------------- | ------------------------------- | ------------------------------- | ---------------------------- | ----------------------- |
| Médaille d'or      | RSV Lahn-Dill                       | 5-0                                 | Polisportiva Amicacci Giulianova     | 5-0                             | Besiktas JK                     | 5-0                             | Sheffield Steelers           | 4-1                     |
| Médaille d'argent  | Galatasaray SK                      | 4-1                                 | BC Verkerk                           | 4-1                             | Oldham Owls                     | 4-1                             | GSD Porto Torres             | 4-1                     |
| Médaille de bronze | Elecom Sport Onlus Roma             | 3-2                                 | CID Getafe                           | 3-2                             | BSR Las Palmas de Gran Canaria  | 3-2                             | Unipol Briantea84 Cantù      | 3-2                     |
| 4                  | CD Fundosa Once Madrid              | 2-3                                 | GSD Anmic Sassari                    | 1-4                             | Beit Halochem Tel Aviv          | 2-3                             | Léopards de Guyenne Bordeaux | 3-2                     |
| 5                  | Capital Aces WBC                    | 3-2                                 | Padova Millennium Basket             | 2-3                             | Ruota Libera Rieti              | 2-3                             | Meylan Grenoble HB           | 3-2                     |
| 6                  | RSC Rollis Zwickau                  | 1-4                                 | RGK TCAT Rhinos                      | 2-3                             | ASD Santo Stefano Sport         | 1-4                             | HB Le Cannet                 | 2-3                     |
| 7                  | CMB Santa Lucia                     | 2-3                                 | Hyères HC                            | 2-3                             | Izmir Büyüksehir                | 2-3                             | HB Torino                    | 1-4                     |
| 8                  | Toulouse IC                         | 0-5                                 | BSR Fundacion Grupo Norte Valladolid | 1-4                             | CS Meaux                        | 1-4                             | RSVB Salzburg                | 0-5                     |